# Bromsilberdruck

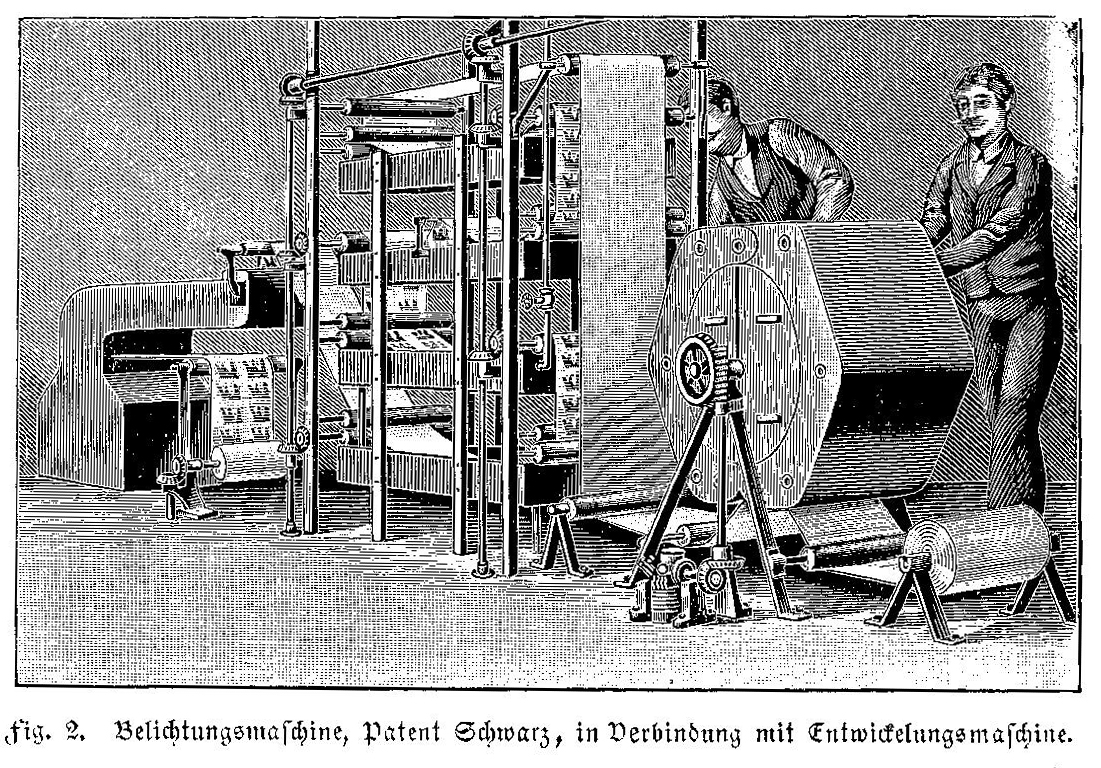
Rotationsphotographie: Belichtungs- und Entwicklungsmaschine (1899)

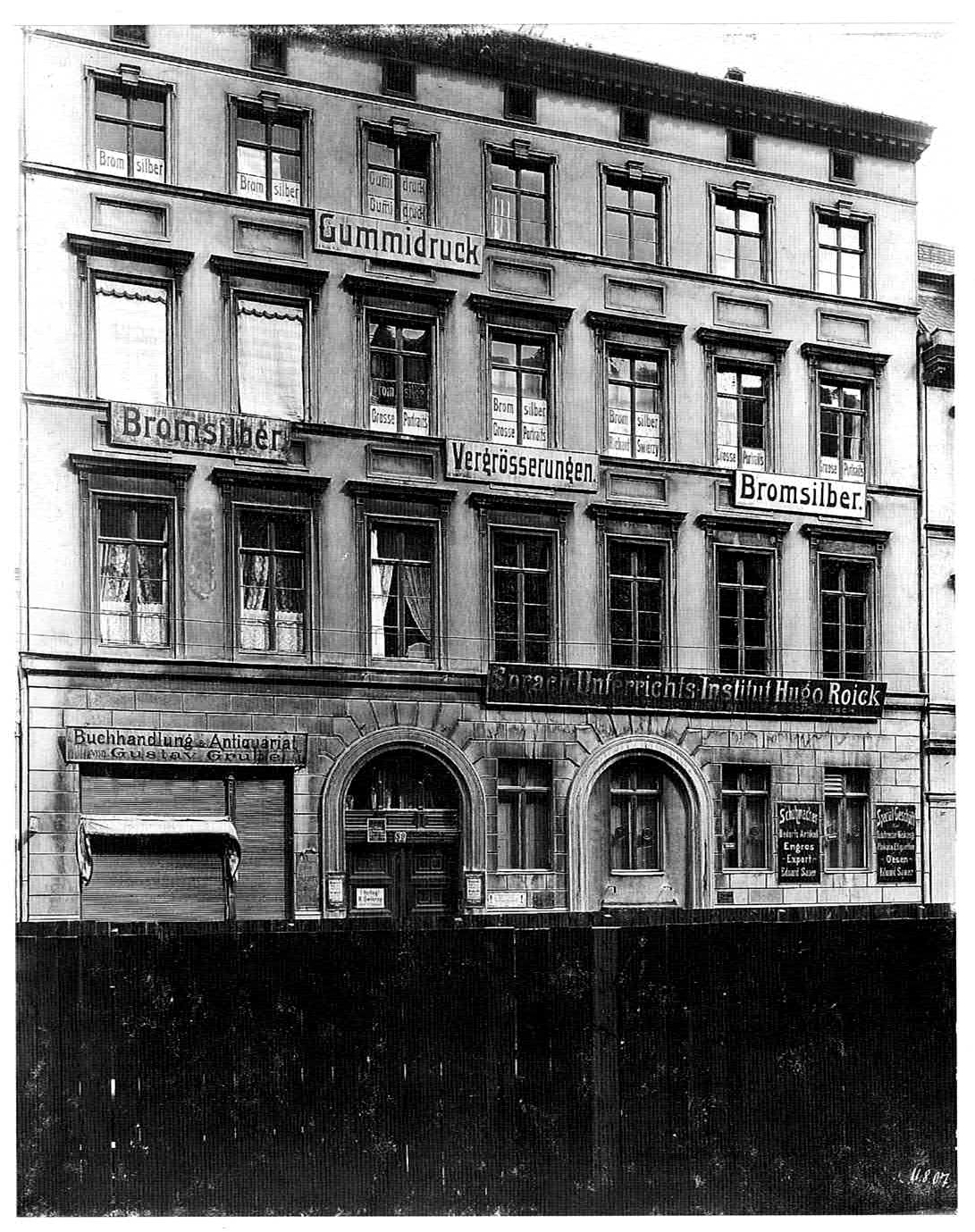
Die Firma Richard Swierzy in Berlin-Mitte, Wallstraße 89, bot im August 1907 unter anderem Bromsilber-Rotationsdruck („Kilometerdruck“) an.

Bromsilberdruck oder Rotationsfotografie ist ein historisches Kopierverfahren zur maschinellen Herstellung von schwarz-weißen fotografischen Abzügen. Es gehörte von 1892 bis zur Verbreitung des Offsetdrucks um 1920 und noch darüber hinaus zu den wichtigsten Herstellungsverfahren für Ansichtskarten. Insbesondere die Neue Photographische Gesellschaft hatte sich um die Entwicklung des Druckverfahrens verdient gemacht.
Beim Bromsilberdruck wird nicht im Wortsinn gedruckt; es wird – in der Papierführung angelehnt an den Rotationsdruck  – auf Rollen gewickeltes, mit silberbromidhaltiger Gelatine beschichtetes Fotopapier (Bromsilberpapier) automatisch unter montierten Halbtonnegativen hindurchgezogen, belichtet, entwickelt, fixiert und getrocknet. 
Da beim Bromsilberdruck Reproduktionsverluste nur durch das Vervielfältigen des Originalnegativs entstehen, die Grauabstufungen aber weiterhin durch das Filmkorn erzeugt werden und nicht wie bei Hoch- und Offsetdruck durch Rasterung simuliert werden müssen, zeichnet er sich durch besonders feine Grauzeichnung und Detailreichtum aus.